# Невис
Невис (на английски: Nevis) е остров в Карибско море, принадлежащ на островната федерация Сейнт Китс и Невис.
Разположен е близо до северния край на островната група Малки Антили, на 350 km югоизточно от Пуерто Рико и на 80 km западно от Антигуа.
Островът има площ от 93 km2. Столица му е Чарлстаун.